# Exoteliospora osmundae
Exoteliospora osmundae — вид грибів, що належить до монотипового роду Exoteliospora.

## Поширення та середовище існування
Знайдений у Вермонті (США).